# Робледільйо-де-Трухільйо
Робледільйо-де-Трухільйо (ісп. Robledillo de Trujillo) — муніципалітет в Іспанії, у складі автономної спільноти Естремадура, у провінції Касерес. Населення — 424 особи (2010).
Муніципалітет розташований на відстані близько 230 км на південний захід від Мадрида, 40 км на південний схід від Касереса.

## Демографія
Динаміка населення (INE ):

## Галерея зображень

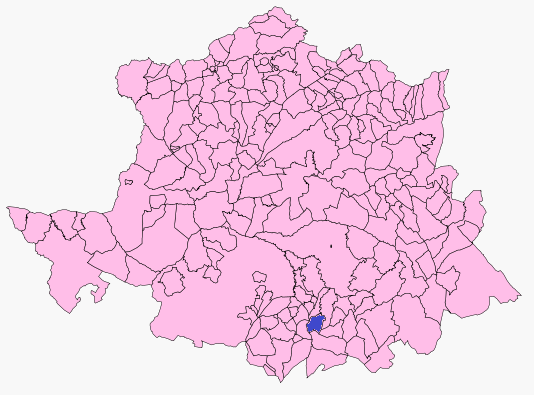
Розташування муніципалітету у провінції Касерес